# Tommy Svensson (football, 1945)
Pour les articles homonymes, voir Tommy Svensson.
Leif Tommy Svensson est un footballeur suédois né le 4 mars 1945 à Växjö. Il évoluait au poste de milieu de terrain. Après sa carrière de joueur, il mène une carrière d'entraîneur.

## Biographie

### Joueur

#### En club
Il joue 179 matchs en première division suédoise et 41 matchs en première division belge. 
Il dispute par ailleurs 8 matchs en Coupe d'Europe des clubs champions (2 avec Östers et 6 avec le Standard).

#### En équipe nationale
International suédois, il reçoit 40 sélections de 1967 à 1973.
Il joue son premier match en équipe nationale le 17 mai 1967 en amical face à l'Allemagne de l'Est et son dernier le 26 avril 1973, contre le Danemark toujours en amical.
Le 13 septembre 1970, il inscrit un doublé face à la Norvège, lors de la tenue du championnat nordique.
Il est retenu dans le groupe suédois pour disputer la Coupe du monde 1970. Lors du mondial organisé au Mexique, il joue trois matchs : contre l'Italie, Israël et enfin l'Uruguay.

### Entraîneur
Il dirige l'équipe de Suède de 1991 à 1997. Il mène notamment les joueurs suédois en demi-finale de l'Euro 1992. Lors de la Coupe du monde 1994, l'équipe se classe troisième de la compétition.

## Palmarès

### Joueur
Avec l'Östers IF :
- Champion de Suède en 1970
- Vainqueur de la Coupe de Suède en 1977

### Entraîneur
Avec la Suède :
- Demi-finaliste de l'Euro 1992
- Troisième de la coupe du monde 1994